# Live in Paris (Seal)
Live in Paris è il primo album live del cantante britannico Seal, pubblicato nel 2005 dalla Warner Music UK.

## Tracce

### CD
1. "Crazy"
2. "Get It Together"
3. "Killer"
4. "Just Like You Said"
5. "Dreaming in Metaphors"
6. "Prayer for the Dying"
7. "Love's Divine"
8. "My Vision"
9. "Waiting for You"
10. "Kiss from a Rose"
11. "Heavenly... (Good Feeling)"
12. "Don't Cry"
13. "Bring It On"
14. "Future Love Paradise"

### DVD
1. "Crazy"
2. "Get It Together"
3. "Killer"
4. "Just Like You Said"
5. "Dreaming in Metaphors"
6. "Prayer for the Dying"
7. "Don't Make Me Wait"
8. "Whirlpool"
9. "Love's Divine"
10. "My Vision"
11. "Waiting for You"
12. "Kiss from a Rose"
13. "Heavenly... (Good Feeling)"
14. "Don't Cry"
15. "Bring It On"
16. "Future Love Paradise"
17. "Hey Joe"
18. "Deep Water"